# Egisto Rubini
Egisto Rubini (Molinella, 1º novembre 1906 – Milano, marzo 1944) è stato un antifascista e partigiano italiano, combattente nella Guerra di Spagna e nel 1943 organizzatore del primo Gruppo di Azione Patriottica a Milano. È stato insignito di Medaglia d'oro al valor militare alla memoria.

## Biografia
Antifascista sin dagli inizi dell'avvento del regime dovette rifugiarsi negli anni Venti in Francia per sfuggire alla repressione fascista.
A Tolosa organizzò un movimento politico antifascista tra gli emigranti italiani e nell'ottobre del 1936 accorse con altri volontari a difendere la repubblica spagnola dall'attacco nazifascista.
Arruolato nel Battaglione Garibaldi partecipò a molti scontri con i franchisti rimanendo ferito nel luglio 1937 a Brunete. La gravità delle ferite gli causò un'invalidità che lo costrinse a tornare dalla moglie e dal figlio a Tolosa dove continuò la sua azione politica antifascista a sostegno dei combattenti in Spagna.
Nella Francia occupata dai nazisti Rubini non rinunciò a combattere e nel 1942 nel Lot e Garonna fu a capo di un gruppo di Francs-tireurs et partisans (FTP - Franchi tiratori e partigiani) con i quali continuò ad operare come comandante nelle zone di Nizza e nelle Alpi Marittime.
Nel 1943 Rubini torna in Italia dove organizza con gli ex garibaldini di Spagna e ex FTP della Francia meridionale la formazione militare partigiana della 3ª Brigata Garibaldi Lombardia operante a Milano e sui monti del Lecchese e del Comasco.
La brigata mise in atto tra l'ottobre del 1943 e il gennaio 1944 numerosi attacchi ai danni dei nazifascisti tra cui l'esplosione di un deposito di benzina all'aeroporto di Taliedo, attentato con una bomba nell'ufficio informazioni tedesco della Stazione Centrale, l'attentato al questore di Milano Camillo Santamaria Nicolini e l'attacco alla Casa del Fascio di Sesto San Giovanni.
Tra queste azioni di guerra partigiana quella che ebbe più rilievo fu quella del 18 dicembre del 1943, comandata da Rubini che portò all'uccisione in pieno giorno del federale fascista Aldo Resega
Arrestato nel febbraio 1944 a Sesto San Giovanni e incarcerato a San Vittore, si tolse la vita nel marzo successivo impiccandosi con un lenzuolo alle sbarre della prigione per timore di non riuscire a resistere ancora alle torture a cui era stato già a lungo sottoposto.